# William Júnior Salles de Lima Souza
William Salles de Lima Souza Júnior, mais conhecido como William Batoré, ou simplesmente William (Rolândia, 14 de maio de 1983), é um ex-futebolista brasileiro que atuava como centroavante. 

## Carreira
Passou por grandes clubes brasileiro com destaque para o Santos, e também jogou na Coreia do Sul, Portugal e França.

### Santos FC
William foi revelado pelo Santos FC, com a Geração de Diego e Robinho. Pelo clube foi bicampeão Brasileiro.

### Avaí e empréstimos
No dia 25 de agosto de 2008, assinou contrato com o Avaí, marcando o seu retorno ao futebol brasileiro.
No dia 4 de janeiro de 2010, William assinou contrato de empréstimo de um ano com o Grêmio.  O vice-presidente de futebol do clube, Luís Onofre Meira, confirmou a negociação no mesmo dia. No dia seguinte, ele já treinava juntamente com o grupo de jogadores.
No dia 24 de junho de 2010 foi confirmado o repasse de empréstimo à Ponte Preta. Destaque da Ponte Preta na Série B de 2010, com 14 gols em 26 jogos, retornou ao Avaí para a temporada de 2011. No dia 16 de outubro de 2011, William alcançou a marca de 100 jogos pelo Avaí. No centésimo jogo, anotou um gol, completando 48 no total da trajetória.

### Atlético Goianiense
Em janeiro de 2012 acertou sua transferência para o Atlético Goianiense, onde chegou como principal contratação do clube para o início do ano, mas não correspondeu. Fez a sua estreia pelo Dragão numa partida contra a Goianésia, em jogo válido pelo Campeonato Goiano, onde sua equipe foi derrotada por 2 a 1. William balançou as redes pela primeira vez pelo Atlético contra a equipe do Aparecidense, marcando duas vezes na vitória por 6x1. Em pouco tempo, entre lesões e a falta de gols, foi banco de reservas da equipe e chegou a ser afastado do elenco principal. O indício da saída do atacante veio ao ser excluído da lista de inscritos do Atlético Goianiense na Copa Sul-Americana. Em 31 de julho de 2012, rescindiu seu contrato com o clube goiano.

### Vitória
William então despertou o interesse de alguns clubes, dentre eles a Ponte Preta (onde já havia jogado) e o Vitória. A proposta do clube baiano, que havia perdido dias antes o seu goleador e também artilheiro do Brasil no ano Neto Baiano, vendido para o futebol japonês, agradou mais ao jogador e ao empresário e, após alguns dias de especulação, a contratação foi finalmente oficializada no dia 1 de agosto de 2012. A respeito da chegada de William, o treinador Paulo César Carpegiani disse que o jogador "seria o novo camisa 9 e estaria escalado antecipadamente".
Estreou no dia 11 de agosto, numa vitória fora de casa sobre o América Mineiro por 2 a 1. Seu dois primeiros gols pelo Vitória aconteceram em sua segunda partida, quando comandou a equipe num 2 a 0 sobre o Guaratinguetá, em jogo realizado no Barradão. Na sua terceira partida, William manteve a média de um gol por jogo ao marcar mais um contra o Joinville, numa vitória por 2 a 1 novamente no Barradão. Na semana seguinte, marcou o gol que abriu a virada por 3 a 1 sobre o Ceará, em jogo realizado na casa do adversário, o Estádio Presidente Vargas.
William fechou o ano com um total de 8 gols em 17 jogos, sendo o vice-artilheiro da equipe na disputa da Série B. Ao final da temporada, o Vitória terminou o campeonato na quarta colocação, garantindo assim o seu retorno à Série A em 2013.

### Ponte Preta
Ainda em dezembro e com o final de seu contrato com o Vitória, William foi confirmado como novo reforço da Ponte Preta para a temporada de 2013. Teve uma excelente início de passagem pelo clube de Campinas, fixando-se como o artilheiro do Campeonato Paulista de 2013, com 13 gols. Porém, acabou perdendo espaço com a chegada de outros atacantes. Quando a Ponte chegou à final da Sul-Americana. William entrou no segundo tempo da segunda partida da decisão, contra o Lanús, na Argentina, mas a Macaca já perdia por 2 a 0.
Em relação a número de gols, viveu sua melhor temporada em 2013, quando marcou 29 vezes.

### Al-Khor
Após perder espaço no ataque da Ponte Preta, o jogador assinou com o Al-Khor com um contrato que ia até o final do Paulistão. A Ponte Preta recebeu uma compensação financeira.

### Ceará
No dia 9 de janeiro, assinou com o Ceará um contrato de dois anos, visando principalmente a disputa da Série B de 2015.
Em maio, após muita cobranças e bastante pressão, William acabou pedindo a rescisão de contrato com o Alvinegro de Porangabuçu.

### Retorno ao Avaí
Após, muitos meses "namorando" a sua volta ao Leão da Ilha, o atacante decidiu rescindir seu contrato com o Ceará para selar o seu retorno ao clube catarinense. William desembarcou em Florianópolis no dia 9 de junho de 2015 para assinar com o Leão. Ele chegou como reforço importante para a equipe na disputa da Série A.
Em 25 de fevereiro de 2016, no clássico contra o Figueirense fez o gol da vitória avaiana por 1x0, pelo Campeonato Catarinense.
No dia 28 de novembro de 2016, foi comunicado que o Avaí não renovaria seu contrato. Sendo assim está livre para negociações.

### Água Santa
Em meados do mês de fevereiro, no ano de 2017, William assinou contrato com o Esporte Clube Água Santa.

### Portuguesa
Em 2018, reforçou o elenco da Portuguesa para a disputa da Série A-2 do Campeonato Paulista.

### Rio Branco (PR)
Em 2020, aos 36 anos, jogou pelo Rio Branco-PR, da primeira divisão paranaense.

## Títulos
Santos
- Campeonato Brasileiro: 2002,[31] 2004

Náutico
- Taça Gena: Centenário do Clássico das Emoções (2017)

Avaí
- Campeonato Catarinense: 2009
- Vice-Brasileirão Série B: 2016

Grêmio
- Campeonato Gaúcho: 2010

Ponte Preta
- Campeonato Paulista do Interior: 2013

Ceará
- Copa do Nordeste: 2015

Guingamp
- Copa da França: 2008-09

### Artilharias
Avaí
- Copa do Brasil: 2011 (5 gols)

Ponte Preta
- Campeonato Paulista: 2013 (13 gols)